# Palazzolo dello Stella
Palazzolo dello Stella – miejscowość i gmina we Włoszech, w regionie Friuli-Wenecja Julijska, w prowincji Udine.
Według danych na rok 2004 gminę zamieszkuje 3036 osób, 89,3 os./km².